# Vemgo-Mabas jezik
Vemgo-Mabas jezik (ISO 639-3: vem), čadski jezik skupine Biu-Mandara kojim govori 15 000 ljudi u Nigeriji i Kamerunu. Većina govornika živi u nigerijskoj državi Adamawa 10 000; 1993) i 5 000 u Kamerunu (Dieu and Renaud 1983) u provinciji Far North
.
Postoje tri dijalekta: vemgo, mabas i visik (vizik). Kortiste se i jezicima fulfulde [fuv], mafa [maf], hide [xed] ili psikye [kvj].

## Vanjske poveznice
- Ethnologue (14th)
- Ethnologue (15th)